# World Bridge Federation
De World Bridge Federation (WBF) is de wereldbond voor bridge. De federatie werd in augustus 1958 opgericht en heeft het hoofdkantoor in Lausanne.
De WBF heeft acht subbonden, waaronder de European Bridge League, waar de Nederlandse Bridge Bond en de Royal Belgian Bridge Federation bij aangesloten zijn, en de Central American & Caribbean Bridge Federation, waar de Surinaamse Bridge Bond bij aangesloten is.
- Library of Congress Control Number: nb2007015069
- Virtual International Authority File: 124167455